# Hébé
Hébé (řecky Ἥβη, latinsky Hebe) je v řecké mytologii bohyně věčné mladosti a jara, číšnice olympských bohů.
Je dcerou nejvyššího boha Dia a jeho manželky Héry, někdy se uvádí, že ji zrodila Héra sama ze sebe podobně jako Zeus Athénu.
Na Olympu má významnou funkci: nalévá bohům nektar, nápoj věčné mladosti, devětkrát sladší než med, který bohové pili místo vína, a podává ambrosii, jídlo bohů, které dává mládí, krásu i nesmrtelnost a působí jako balzám.
Když Zeus unesl (nebo nechal unést) později Ganyméda a ustanovil ho novým číšníkem bohů, musela Hébé své místo opustit, což bylo provázeno značnou nelibostí bohyně Héry. Hébé se poté provdala za největšího hrdinu Hérakla poté, co se z něj stal bůh a mají spolu dva syny jménem Alexiares a Aníkétos.

## Odkaz v umění

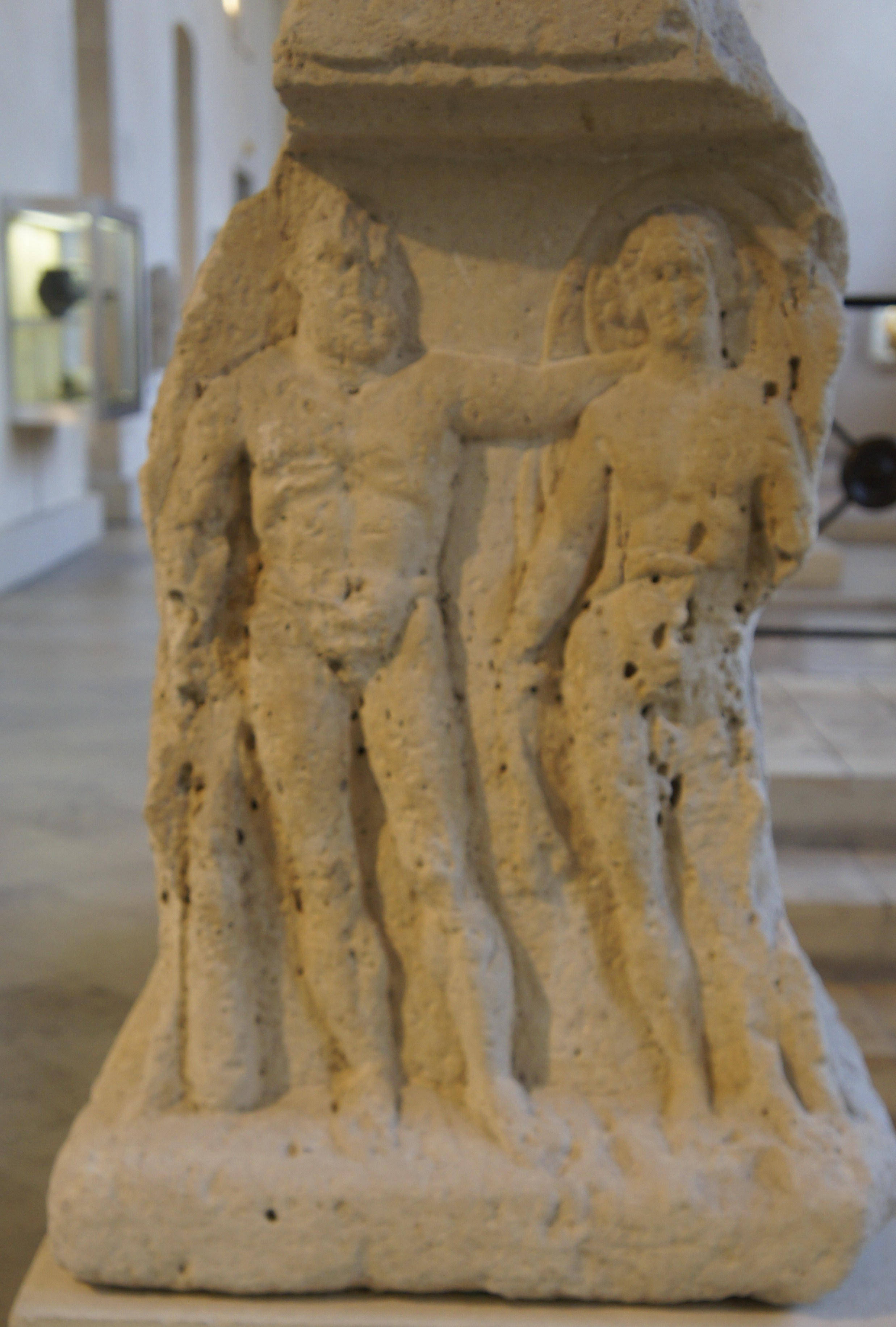
Hébé se svým manželem, řeckým hrdinou Héraklem. Muzeum v Remeši

Podoba Hébé se zachovala na mnoha reliéfech a vázových malbách. Většinou je zobrazena ve společnosti Hérakla. Nejlepší z novodobých děl:
- socha, kterou vytvořil A. Pajou, dvorní sochař Ludvíka XV. a Ludvíka XVI., který dal hlavu Mme du Barry
- socha A. Canova (asi r. 1800)

| „                             | Nikterak neuctívám Hygieiu, dceru toho starého mastičkáře Asklépia, která je na pomnících zpodobována, jak v jedné ruce drží hada a v druhé pohár, z něhož had občas upíjí; uctívám spíš Hébé, číšnici Diovu, kterou Héra zázračně počala pomocí hlohu, a která měla moc bohům i lidem znovu dávat svěžest mládí. Byla to asi jediná po všech stránkách zdatná, zdravá a statná dáma, jež kdy chodila po této planetě, a kamkoli přišla, nastalo jaro. | “ |
| — Henry David Thoreau, Walden | |   |